# علم‌آموزی تمام عمر
علم‌آموزی تمام عمر یا یادگیری مادام‌العمر  به معنی طلب دانش به دلایل شخصی یا حرفه‌ای است که به صورت پیوسته، داوطلبانه و خودخواسته انجام می‌گیرد. بنابراین علم‌آموزی تمام‌عمر نه تنها جامعه‌پذیری، شهروندی فعال و رشد فردی را بهبود می‌بخشد بلکه خوداتکایی، رقابت و امکان استخدام را بهبود می‌بخشد.

## مفهوم
یادگیری تمام عمر به صورت فرایندی تعریف می‌شود که در آن افراد در شرایط مختلف به یادگیری می‌پردازند. محیط یادگیری فقط شامل مدرسه نیست بلکه در خانه، محل کار و حتی مکان‌هایی که فرد اوقات استراحت خود را سپری می‌کند، یادگیری انجام می‌گیرد.